# Kirby Battle Royale
Kirby Battle Royale, conhecido no Japão como Kirby Battle Deluxe! (カービィ バトルデラックス！, Kābī Batoru Derakkusu!), é um jogo eletrônico da série Kirby. Desenvolvido pela HAL Laboratory e publicado pela Nintendo, o jogo foi lançado para o Nintendo 3DS na Europa e no Japão em novembro de 2017, e na América do Norte em janeiro de 2018.

## Jogabilidade
Kirby Battle Royale é um jogo eletrônico Beat 'em up primariamente jogado a partir de uma perspectiva de cima para baixo. Os jogadores controlam o protagonista titular da série Kirby e tem de lutar contra outras versões de si mesmo em uma arena. O jogo apresenta o modo de história de campanha para um jogador junto com os modos de batalha cooperativo e multijogador que estão disponíveis para jogar localmente e online.

### Modos de Jogo
Há um total de 10 Modos de Jogo, mais o modo história "The Cake Royale"
- Modo história: Rei Dedede decide configurar um misterioso torneio cheio de clones do Kirby. Kirby luta, com a ajuda de Bandana Waddle Dee, desempenhando diferentes modos de jogo através de cinco "ligas".
- Battle Arena: O jogador deve derrotar todos os adversários e ser o último a ficar em pé.
- Apple Scramble: Os jogadores divididos em duas equipes devem colher mais maçãs do que o time adversário.
- Coin Clash: Os jogadores devem coletar a maior quantidade de moedas em definido limite de tempo enquanto evitam um fantasma que rouba moedas.
- Attack Riders: Os jogadores têm de recolher "chips" batendo em outros jogadores. Máquinas aparecem às vezes, e atacam enquanto isso resulta em que o jogador fique com mais fichas.
- Crazy Theater: Os jogadores devem completar uma determinada tarefa antes dos adversários, incluindo tarefas como "carregar X maçãs" e "Evitar a Explosão de Bombas".
- Rocket Rumble: Os jogadores devem coletar cubos e tentar levá-los em suas naves. Quanto mais cubos, maior o foguete fica. Para ganhar, o jogador deve voar mais alto.
- Robo Bonkers: Os jogadores devem atacar uma versão robótica do Bonkers. Para ganhar, eles têm de causar mais danos.
- Slam Hockey: Os jogadores devem atacar um gigante Disco de Hóquei e batê-lo nos adversários para marcar.
- Ore Express: Os jogadores devem coletar pedras preciosas e jogá-las nos trens. O jogador que somar mais pedras preciosas vence.
- Flag Ball: O jogador lança a bola na sua bandeira para marcar, mas a equipe adversária pode carregar a bandeira e atacar o jogador. A equipe que marcar sete pontos ganha primeiro.

### Habilidades
Antes do lançamento do jogo, uma enquete de habilidade de cópia foi realizada. Os fãs de Kirby votaram em suas habilidades favoritas, e a vencedora foi a habilidade Mirror. Uma segunda enquete foi realizada em dezembro de 2018, e os fãs votaram novamente. A vencedora foi a habilidade Sleep. Há um total de 15 habilidades, incluindo os referidos vencedores da enquete, além dos personagens Waddle Dee, Meta Knight e King Dedede que podem ser destrancados ao jogar The Cake Royale. 13 habilidades estão disponíveis desde o lançamento inicial, com Mirror e Sleep sendo disponível via atualização de software livre.

## Desenvolvimento e lançamento
Kirby Battle Royale foi desenvolvido pela HAL Laboratory e publicado pela Nintendo. O jogo foi anunciado em setembro de 2017 durante um Nintendo Direct e é parte da celebração do aniversário de 25 anos de Kirby. Em 19 de outubro de 2017, uma demo foi lançada na Europa no Nintendo eShop. A demo inclui três modos jogáveis e desbloqueia o acesso à Meta Knight no jogo completo, através de uma transferência em poupança. A demo foi mais tarde lançada em 4 de janeiro de 2018 na América do Norte. O jogo foi lançado para o Nintendo 3DS em 3 de novembro de 2017 na Europa, em 30 de novembro no Japão, e em 19 de janeiro de 2018 na América do Norte.

## Recepção
Kirby Battle Royale recebeu comentários "mistos ou médios" de críticos profissionais de acordo com a revisão do site Metacritic. Vendeu 28.023 cópias em sua primeira semana de vendas no Japão.